# Toros I. Kilikijski
Toros I. (armensko Թորոս Ա, latinizirano: T’voros A), je bil od okoli leta 1100/1102/1102 - 1029/1130  tretji vladar Armenske Kilikije, * 1070/1071, † 1029/1030.

## Življenje
Toros je bil starejši sin Konstantina I., vladarja Armenske Kilikije.
Leta 1107 je na spodbudo Tankreda Antioškega sledil toku reke Piram (danes reka Ceyhan v Turčiji) in zavzel trdnjavo Anazarbus, ki je veljala za neosvojljivo, in starodavno mesto Sis. Obsežno je obnovil utrdbe v obeh trdnjavah z visokimi obzidji in masivnimi okroglimi stolpi. Njegov triumf je zabeležen v lepo izdelanem posvetilnem napisu na cerkvi, datiran v obdobje okoli leta 1111. Pomembnejše od tega je to, da so v napisu omenjeni Rubenidi.
Leta 1111 je na ozemlje Armenske Kilikije vdrl sultan Malik Šah iz Konye.  Kilikijo je pred padcem v turška roke obranil Leon I.
Toros I. je umrl leta 1129.

## Družina
Ime Torosove žene ni znano. Znano je, da je imel sina
- Konstantina (? – po 2. februarju 1129), in
- (?) Ošina (? – po 17. februarju 1129)